# Himmiste (Põlva)
Himmiste – wieś w Estonii, w prowincji Põlva, w gminie Veriora.